# 從屬子句
从屬子句是指嵌入在一个复合句中的子句。例如，在英语句子 "I know that Bette is a dolphin "中，從屬子句 "that Bette is a dolphin "是动词 "know "的补语，它並不是一个独立的句子。从屬子句的类型有内容從句、關係子句和状语从句。

## 外部連結
- Owl Online Writing Lab Archive: Identifying Independent and Dependent Clauses （页面存档备份，存于）